# Anan (Tokushima)
Anan (Japans: 阿南市, Anan-shi) is een Japanse stad in de prefectuur Tokushima. In 2014 telde de stad 74.036 inwoners. Het oostelijke deel van de stad grenst aan de Grote Oceaan.

## Geschiedenis
Op 1 mei 1958 werd Anan benoemd tot stad (shi). In 2006 werden de gemeenten Hanoura (羽ノ浦町) en Nakagawa (那賀川町) toegevoegd aan de stad.
Steden:
Anan · Awa · Komatsushima · Mima · Miyoshi · Naruto · Tokushima (hoofdstad) · Yoshinogawa

Districten:
Itano · Kaifu  · Katsura · Mima · Miyoshi · Myodo · Myozai · Naka
Gemeenten per district